# Epjesvlot

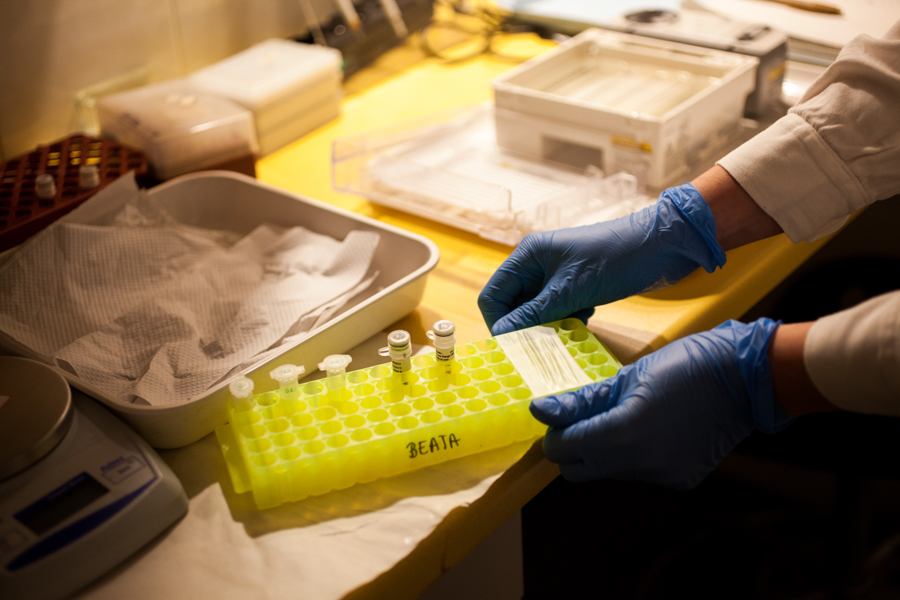
Een onderzoekster brengt parafilm aan op een epjesvlot, met daarin enkele epjes

Een epjesvlot, ook wel eppendorftuberek genoemd, is een kunststof houder voor epjes. Het kan uit vele vormen bestaan en bevat gaatjes waarin de epjes geplaatst kunnen worden. Soms heeft het epjesvlot kleine openingen aan de onderzijde, zodat de bodem de epjes uitsteken in het waterbad. Enkel de onderkant van de epjes (daar waar het materiaal zich bevindt) komt hierdoor in contact met het water.
Het wordt vaak gebruikt in (micro)biologische laboratoria. De naam is – evenals de epjes zelf – afgeleid van de firma Eppendorf.